# 2007 en Somalie
Cet article présente les faits marquants de l'année 2007 en Somalie.

## Évènements
- Lundi 1er janvier : conséquence de leur défaite de la veille, les milices des Tribunaux islamiques évacuent Kismaayo, le principal port du sud du pays.
- Mercredi 3 janvier : fermeture de la frontière avec le Kenya et renforcement des patrouilles navales américaines au large des côtes.
- Lundi 8 janvier : bombardements aériens américains visant selon le gouvernement américain « les principaux dirigeants d'Al-Qaïda dans la région ».
- Vendredi 12 janvier : chute de Ras Kamboni dernier endroit encore sous l'emprise des Tribunaux islamiques.
- Mardi 6 mars : les premiers soldats de la force de l'Union africaine, l'Amisom, débarquent sous les tirs d'obus des Tribunaux islamiques pourtant chassés du pouvoir en janvier.
- Mercredi 21 mars : les Tribunaux islamiques reprennent le contrôle de Mogadiscio, plongée en plein chaos.
- Jeudi 29 mars : à Mogadiscio, les troupes éthiopiennes reprennent une contre-offensive générale contre les troupes des Tribunaux islamiques.